# Stadtkirche Oranienbaum

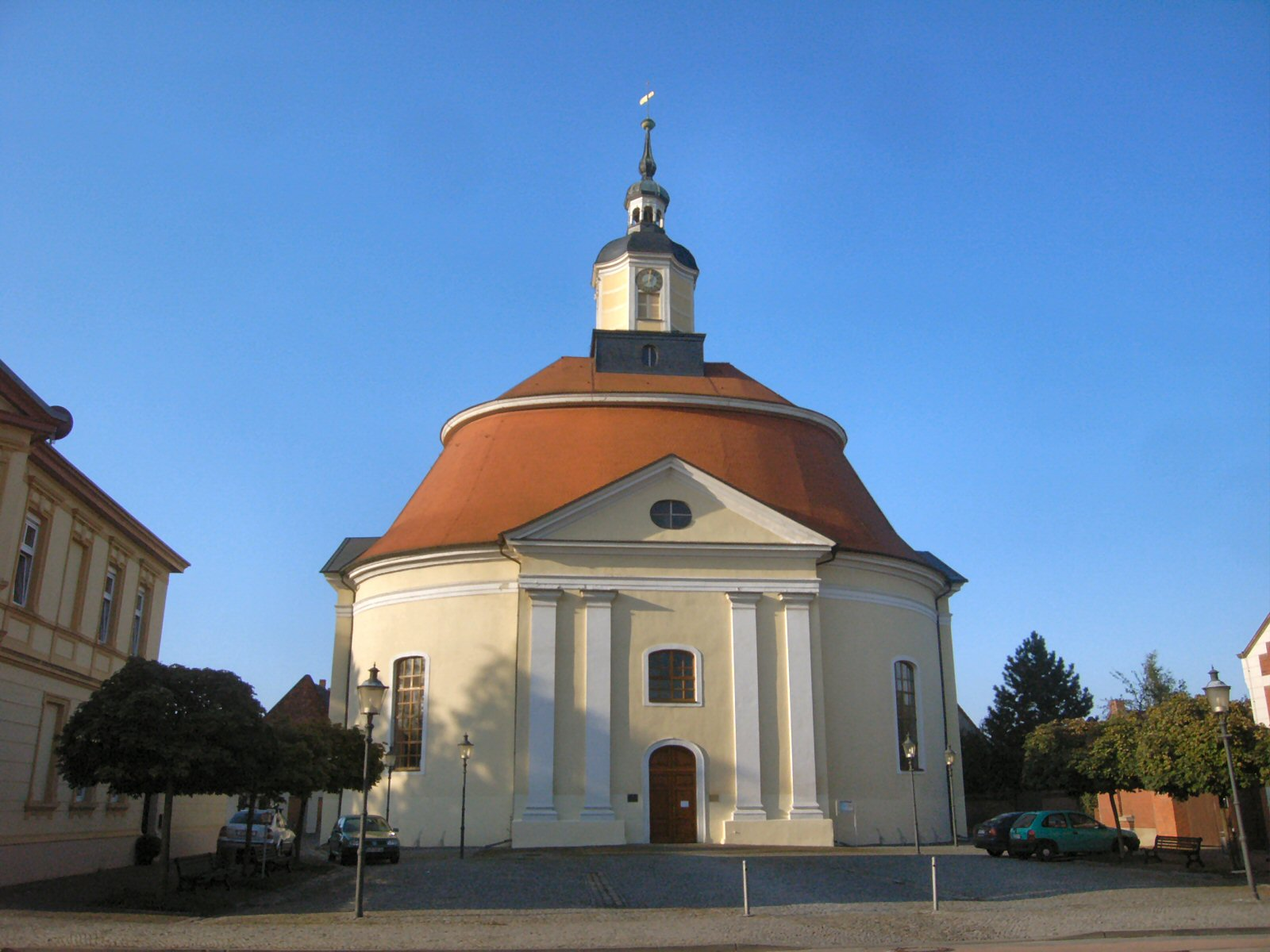
Stadtkirche Oranienbaum

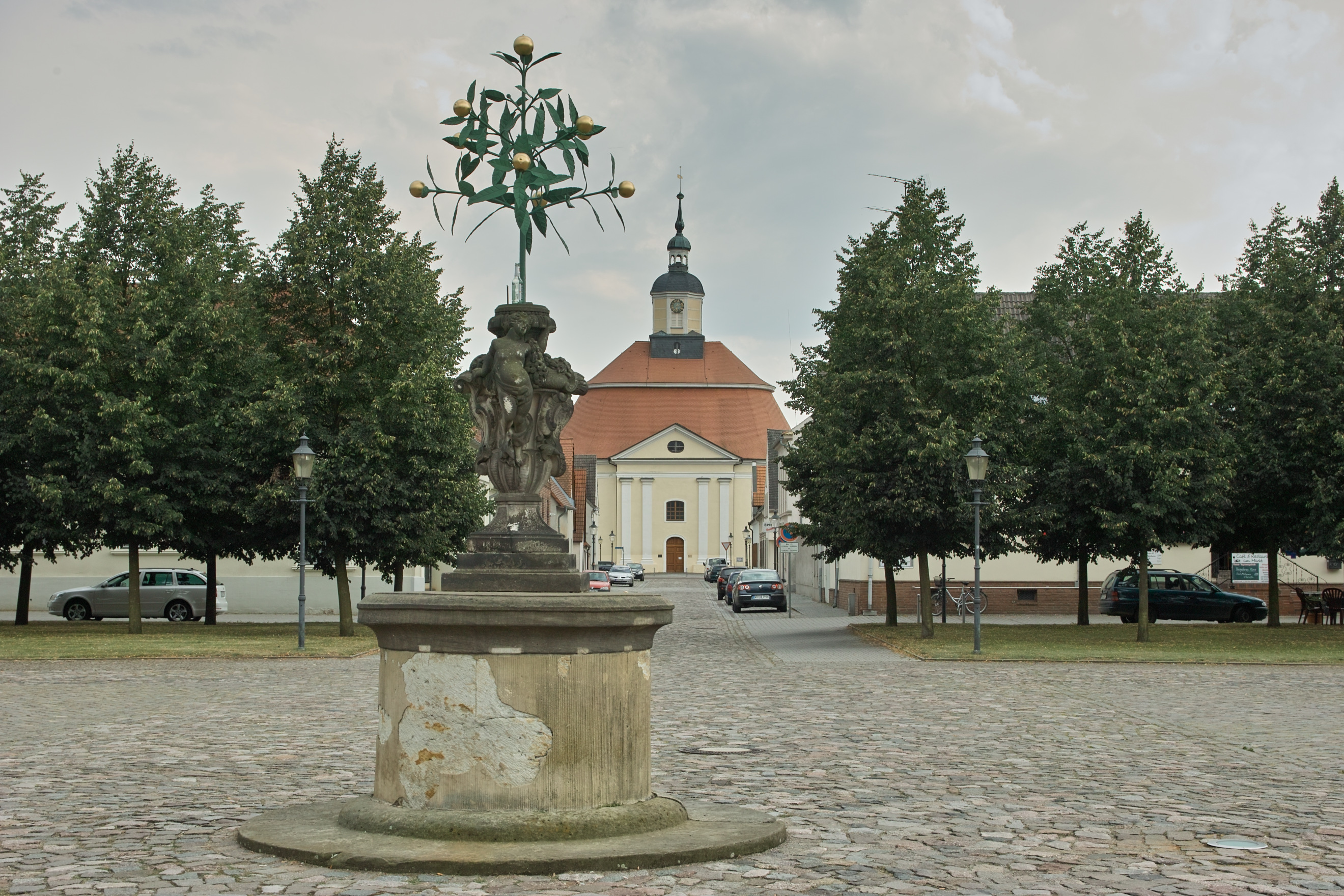
Sichtachse vom Marktplatz

Die Stadtkirche Oranienbaum in der Stadt Oranienbaum-Wörlitz im Landkreis Wittenberg in Sachsen-Anhalt steht unter Denkmalschutz und ist im Denkmalverzeichnis des Landes Sachsen-Anhalt mit der Erfassungsnummer 094 40415 als Baudenkmal eingetragen. Ursprünglich als reformierte Kirche erbaut, gehört die barocke Kirche heute zum Pfarramt Oranienbaum im Kirchenkreis Dessau der seit 1827 unierten Evangelischen Landeskirche Anhalts.

## Lage und Geschichte
Oranienbaums Stadtkirche wurde in den Jahren 1704 bis 1712 erbaut. Stifter war Fürst Leopold I. von Anhalt-Dessau.
Während das Schloss vom Markt aus in der östlichen Stadtachse den Abschluss bildete, nahm die Stadtkirche diese Funktion in der südlichen Achse ein, steht aber zugleich auch stellvertretend für die erste südliche Stadterweiterung, da sie nicht mehr zum ursprünglich geplanten barocken Grundriss der Stadt gehört. In direkter Sichtlinie des Schlosses machte die preußische Grenze einen Bau unmöglich. Die Kirche befindet sich dadurch in gleicher Entfernung von Markt und Schloss. 
Die Kirche gilt – nach der Trinitatiskirche in Zerbst – als frühestes Beispiel eines barocken Zentralbaus in Anhalt. Wenige Jahrzehnte später entstand mit der – im Gegensatz zur Stadtkirche ursprünglich lutherischen und heute zu einem Wohnhaus umgewidmeten – kleinen Kirche ein weiterer sakraler Zentralbau in Oranienbaum.
Erbaut wurde das Gotteshaus auf elliptischem Grundriss mit hohem Mansardwalmdach. Auf diesem sitzt ein achtseitiger Dachturm mit Welscher Haube. Vor der Ost-, Nord- und Westfassade befinden sich Risalite, wobei der Haupteingang an der Nordseite durch vier monumentale Pilaster hervorgehoben wird. Abwechslung in der Putzfassade schaffen nicht nur unterschiedlich gestaltete Fensteröffnungen, sondern auch ein Gesimsband unterhalb der Dachtraufe.

## Inneres und Ausstattung
Bemerkenswert ist die flache Kuppel der Kirche sowie die ebenfalls elliptisch ausgestaltete Empore, die allerdings für den Einbau der Orgel rund ein halbes Jahrhundert später verändert wurde. Aus der Bauzeit stammen hingegen noch der Fürstenstuhl, der Altar und die Kanzel. Auch die 1714 von Georg Andreas Dauber aus Leipzig geschaffene Glocke ist erhalten. 

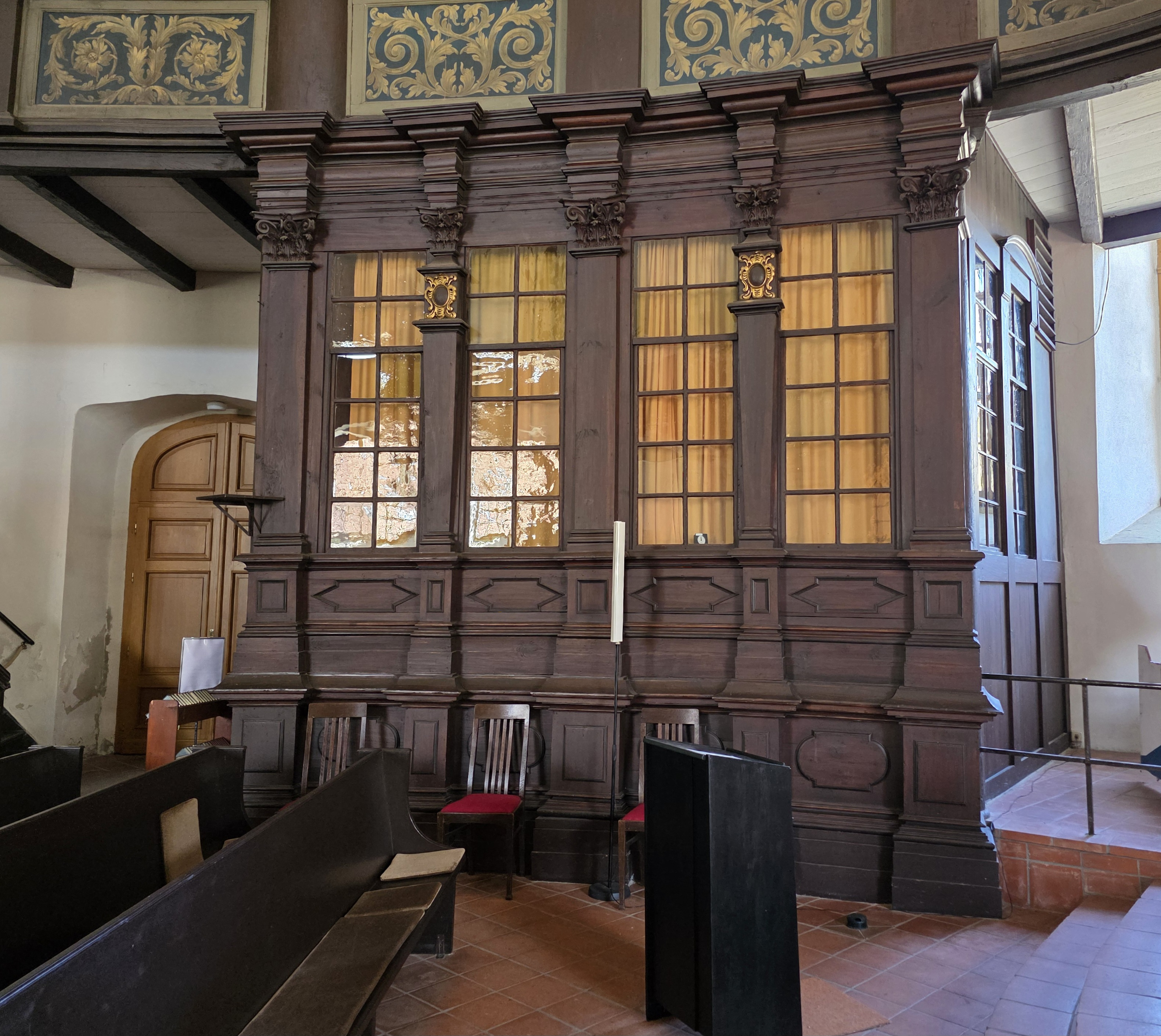
Blick auf den Fürstenstuhl der Stadtkirche

Zwei weitere Glocken wurden im Ersten Weltkrieg eingeschmolzen und 1919 ersetzt. Eine Taufschale sowie mehrere Gottesdienstgeräte von 1676 stammen noch aus dem Vorgängerbau. Die Heizung wurde mehrfach (1886 und 1934) modernisiert. Eine Zwischenempore von 1738 wurde bei der Renovierung in den Jahren 1905/06 beseitigt. Wegen Schwammbefalls war 1910 eine erneute Sanierung notwendig. Eine weitere Sanierung erfolgte im Jahr 1994.

## Orgel
Die Orgel ist eine Stiftung von Fürst Leopold III. Das ursprüngliche Instrument schufen ein Mitglied der Orgelbauerfamilie Zuberbier – vermutlich Johann Christoph Zuberbier – sowie der Zimmermann Christian Nicolaus in den Jahren 1766 und 1767. Es wurde 1860 von dem Orgelbauer Wilhelm Hoff (Orgelbauer) aus Dessau umgebaut.

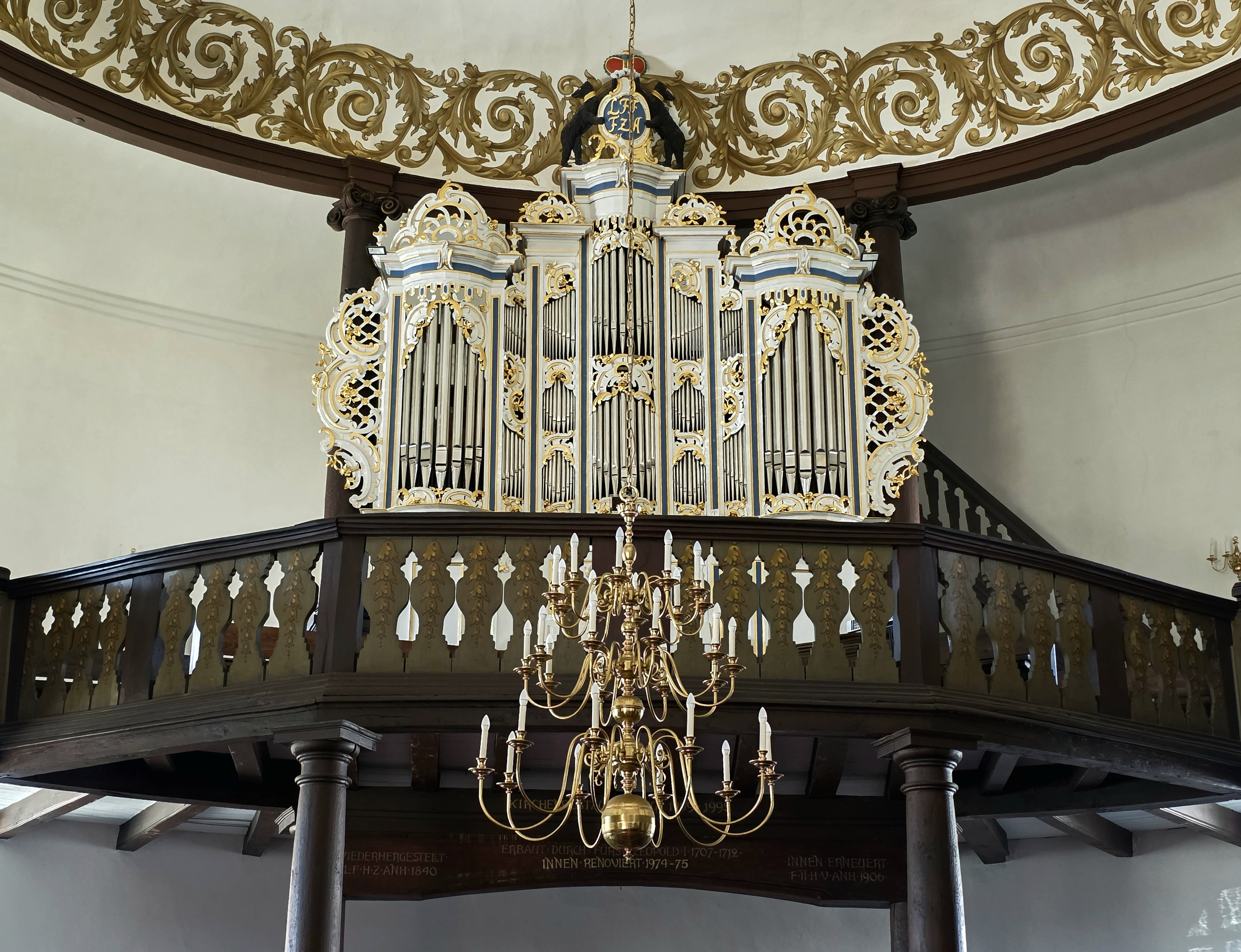
Die Orgel der Stadtkirche in Oranienbaum

1906 baute die Orgelbauwerkstätte Fleischer & Kindermann aus Dessau als Op. 18 ein neues Werk in das vorhandene Gehäuse ein. Dieses ist unverändert erhalten und hat nach einer Restaurierung durch die Firma Schuke Orgelbau im Jahr 1994 21 Register auf zwei Manualen und Pedal.
Die Disposition des Kastenladeninstruments mit pneumatischer Spiel- und Registertraktur lautet wie folgt:
| I Hauptwerk C–f3 |                    |     |
| 1.               | Bordun             | 16′ |
| 2.               | Principal          | 8′  |
| 3.               | Hohlflöte          | 8′  |
| 4.               | Gambe              | 8′  |
| 5.               | Gedackt            | 8′  |
| 6.               | Octave             | 4′  |
| 7.               | Flauta harmonique0 | 4′  |
| 8.               | Mixtur III         |     |
| 9.               | Trompete           | 8′  |

| II Schwellwerk C–f3 |                    |    |
| 10.                 | Geigend Principal0 | 8′ |
| 11.                 | Doppelflöte        | 8′ |
| 12.                 | Salicet            | 8′ |
| 13.                 | Dolce              | 8′ |
| 14.                 | Vox celeste        | 8′ |
| 15.                 | Fugara             | 4′ |
| 16.                 | Waldflöte          | 2′ |

| Pedal C–d1 |                   |     |
| 17.        | Principal Violon0 | 16′ |
| 18.        | Subbass           | 16′ |
| 19.        | Cello             | 8′  |
| 20.        | Gedacktbass       | 8′  |
| 21.        | Posaune           | 16′ |

- Koppeln:
  - Normalkoppeln II/I, I/P, II/P
  - Superoktavkoppel II/I
  - Suboktavkoppel II/II
- Spielhilfen: 4 feste Kombinationen, Calcant

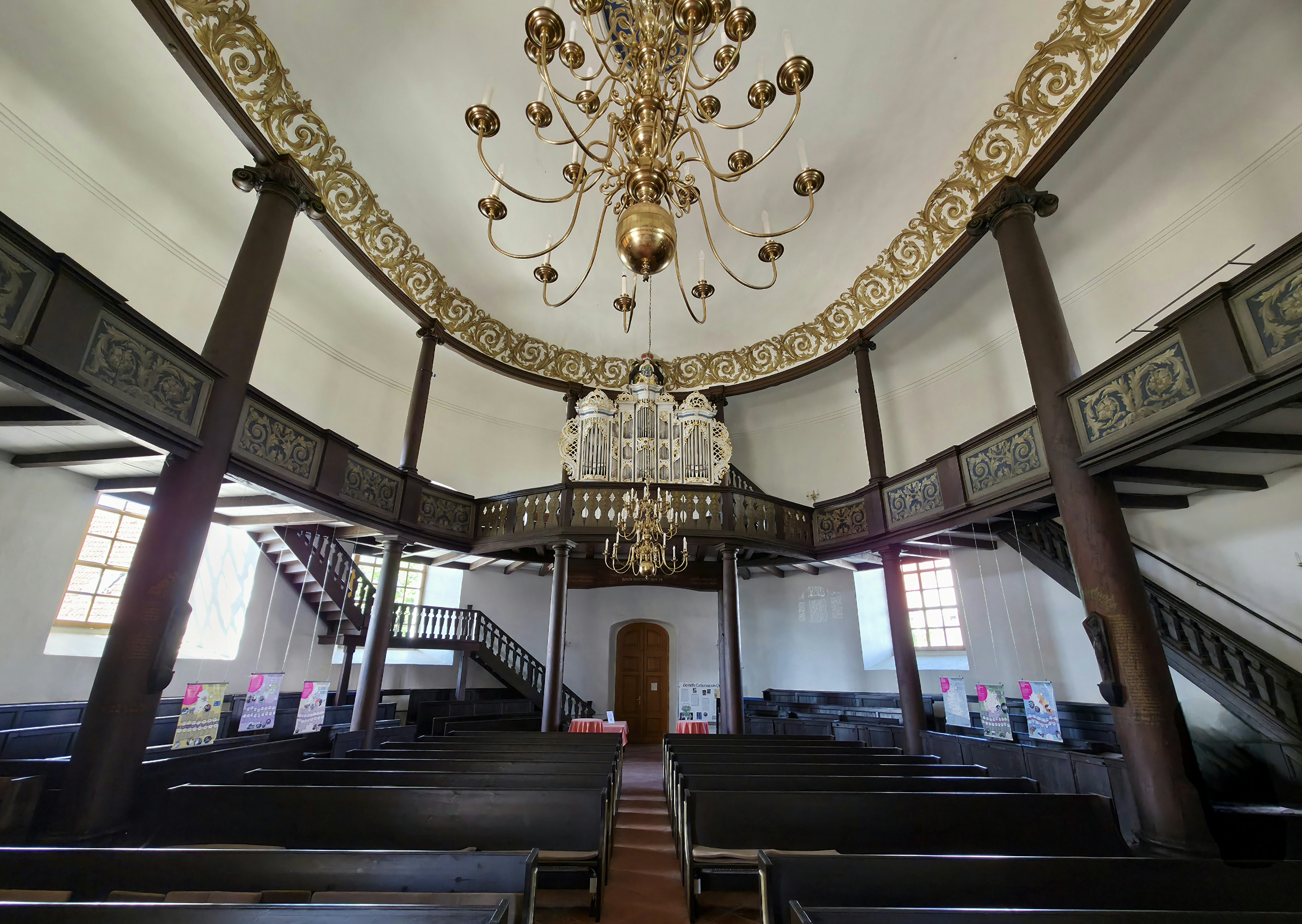
Blick durch das Kirchenschiff auf die Orgel

## Vorgängerkirche
Der Vorgängerbau war am 17. Oktober 1676 eingeweiht worden. Diese Kirche war eine Stiftung von Leopolds I. Mutter Henriette Catharina von Oranien-Nassau, die dem Ort Nischwitz drei Jahre zuvor (1673) den Namen Oranienbaum gegeben hatte und unter anderem auch das Schloss Oranienbaum als Sommersitz errichten ließ. Dieses Gebäude wurde aber schon nach kurzer Zeit zu klein für die Bedürfnisse des durch Henriettes Förderung schnell wachsenden Ortes und wurde daher im Jahr 1707 abgebrochen. Ob das Dorf Nischwitz ebenfalls eine Kirche besaß, ist nicht bekannt, da der Ort nach Wörlitz eingepfarrt war.